# Merismus indicus
Merismus indicus är en stekelart som beskrevs av Jamal Ahmad 1997. Merismus indicus ingår i släktet Merismus och familjen puppglanssteklar. Inga underarter finns listade i Catalogue of Life.